# Tjeremoskyj Nationalpark
Tjeremoskyj Nationalpark eller Cheremosh National Natur Park (ukrainsk: Черемоський національний природний парк) (også Cheremoskyi eller Cheremoskybjerget) blev oprettet i Ukraine i 2009 ved at samle tre eksisterende naturreservater i den nordøstlige del af bjergområdet Karpaterne, beliggende i det sydvestlige Ukraine. Parken fremhæver den meget varierede geologi i de nordøstlige Karpater, såvel som de dybe granskove i regionen. Parken ligger i Wyschnyzja rajon i Tjernivtsi oblast.

## Topografi
Parken ligger i den historiske region Bukovina, et område på omkring 60 km i diameter i de østlige Karpater, der krydser grænsen mellem Ukraine og Rumænien. Cheremosky blev oprindeligt samlet i 2009 fra tre eksisterende naturreservater:
- Black Dil Naturreservat, som oprindeligt blev etableret i 1972 som et geologisk reservat, med en tæt placering af forskellige typer af metamorfe skifer, grano-dioriter, trias-jura-karbonater og sedimentære bjergarter.
- State Enterprise Putil Skoven, der dækker den øvre del af floden Hvide Tjeremoskyj og beskytter vigtige geologiske steder og landformer,
- Marmaros Crystalline Massivet, et kalkstensbjerg med huler og en mine. [3]

Områderne i parken ligger i højder fra 947 meter til 1.574 meter over havet.

## Klima og økoregion
Cheremosky-området har et fugtigt kontinentalt klima - med undertypen varm sommer (efter Köppen klimaklassificering Dfb), med store sæsonbestemte temperaturforskelle og en varm sommer (mindst fire eller flere måneder i gennemsnit over 10o, men ingen måned i gennemsnit over 22o). Nedbør i den generelle region er i gennemsnit 850 mm/år, hvoraf ca. 300 mm/år falder i parken som sne. Fordi parken er i højere højder, er dens klima køligere end det omkringliggende lavland.
Parken ligger i økoregionen i Karpaternes montane nåleskove. Denne region dækker Karpaterne i hele deres længde, fra Polen til det sydlige Rumænien, med Tjeremoskyj Nationalpark omtrent i midten.

## Flora og fauna
Den dominerende vegetation er granskov, som dækker 80% af parken. Der i mellem er bjergenge, søer og floder, med lejlighedsvis bevoksning af gammel skov, der indeholder gran, fyrretræer og løvtræer i lavere højder. Parken er især kendt for sin brede vifte af vilde bjergblomster.

## Offentlig brug
Parken har vandrestier og mountainbikestier. Parkvagter sørger for økologisk undervisning og ture til lokale skolebørn og til interesserede besøgende.